# Station Nationaal Theater
Station Nationaal Theater is een spoorwegstation in  het centrum van Oslo. Het station ligt aan Drammenbanen en Askerbanen. Oorspronkelijk had het station twee sporen, in 1999 werd dat verdubbeld naar vier.

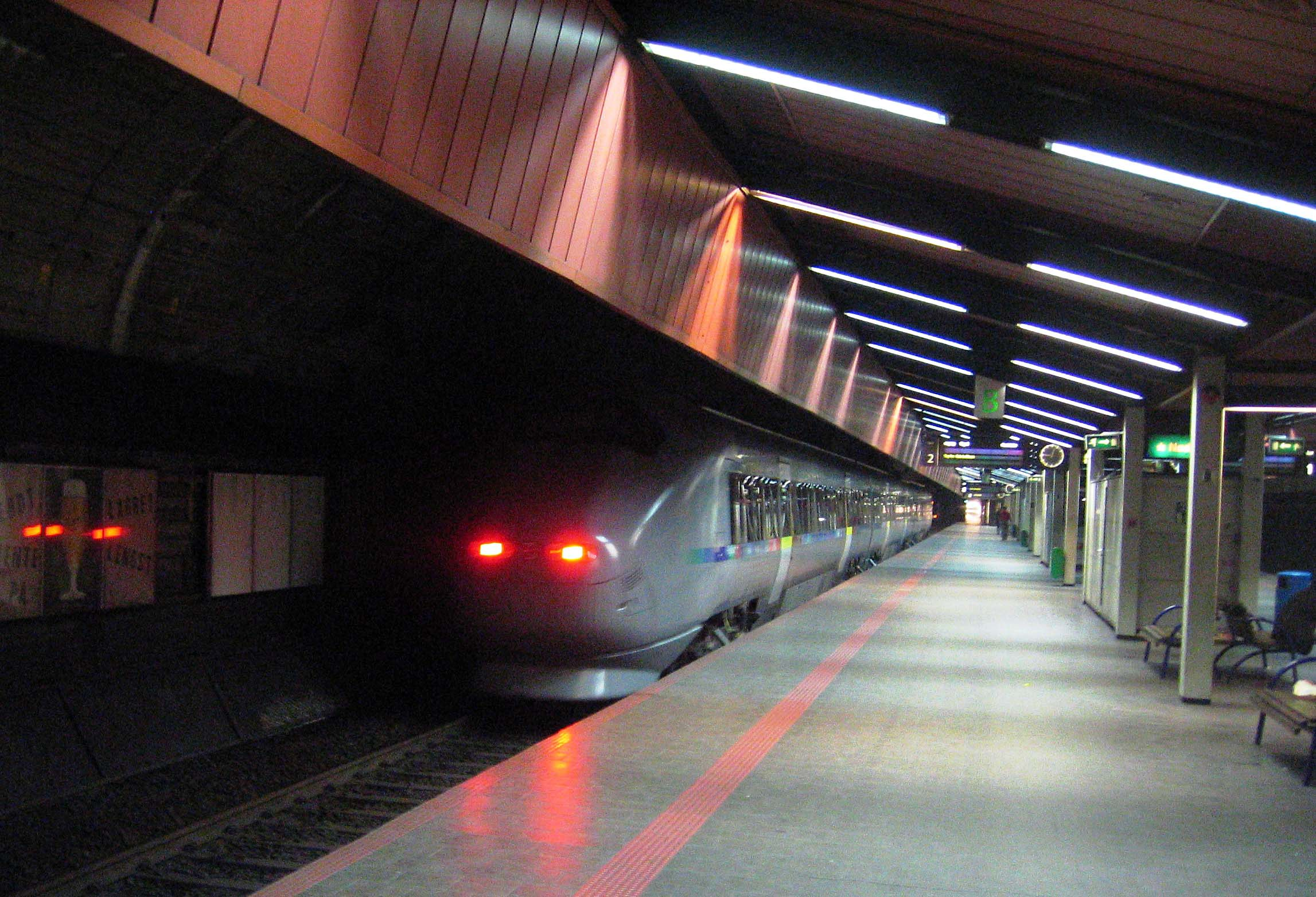
Flytoget op Station Mationaal Theater

Nationaal Theater is het enige station in Noorwegen dat volledig ondergronds ligt. Het station in de Oslotunnel is verbonden met het gelijknamige metrostation. Het station is vernoemd naar het Nationaltheatret. 